# محبوب‌الرحمان صوفیل
محبوب‌الرحمان صوفیل (بنگالی: মাহবুবুর রহমান সুফিল؛ زادهٔ ۱۰ سپتامبر ۱۹۹۹) بازیکن فوتبال اهل بنگلادش است.
از باشگاه‌هایی که در آن بازی کرده است می‌توان به باشگاه فوتبال باشوندارا کینگز اشاره کرد.
وی همچنین در تیم‌های ملی فوتبال زیر ۲۳ سال بنگلادش، و بنگلادش بازی کرده است.
وی در مسابقات کشوری و بین‌المللی در مجموع برندهٔ ۱ مدال برنز شده است.